# Tor (ö)
Tor är en ö i Eritrea. Den ligger i den östra delen av landet, 180 km öster om huvudstaden Asmara.